# Model S. Bowlesa
Model S. Bowlesa – model, który na podstawie kategorii produktywności marginalnej pozwala określić, jaką sumę nakładów społecznych powinno się przeznaczać na kształcenie w sensie ogólnym oraz w jakich proporcjach na poszczególne typy kształcenia powinna być ona rozdzielona, jakie techniki kształcenia powinny być szczególnie wspierane. Model ten pozwala również ustalić optymalny poziom i strukturę importu siły roboczej wykorzystywanej w ramach systemu kształcenia. Model Bowlesa często określa się mianem sektorowego modelu systemu kształcenia.

## Budowa modelu
Pierwsze stadium budowy tego modelu zakłada określenie, jakiego rodzaju nakładów wymaga przekształcenie surowców, czyli osób niewykształconych oraz półproduktów, czyli osób wykształconych częściowo w dobra finalne – osoby wykształcone.
Uogólniona funkcja celu w tym modelu ma następującą postać:
{\displaystyle Z=\Sigma \Sigma X_{1}Z-\Sigma \Sigma VX_{2}\to \max ,}
gdzie:
{\displaystyle Z} – współczynnik korzyści netto uzyskiwanych przez gospodarkę narodową w wyniku objęcia jednego studenta działalnością edukacyjną typu I w roku {\displaystyle t} i {\displaystyle t\in (1,T),} gdzie {\displaystyle T} to horyzont czasowy planu,
{\displaystyle X_{1}} – liczba studentów objętych kształcenie typu I w roku {\displaystyle t,}
{\displaystyle X_{2}} – liczba nowych miejsc nauki typu II udostępnionych w roku {\displaystyle t,}
{\displaystyle V} – koszt udostępnienia jednego dodatkowego miejsca nauki typu II w roku {\displaystyle t.}
Funkcja ta przedstawia teraźniejszą wartość korzyści ekonomicznych związanych z produkcją wszystkich szczebli kształcenia w pewnym horyzoncie czasowym, pomniejszoną o teraźniejszą wartość kosztów związanych z kształceniem.

## Wnioski
W swoim modelu Bowles zakładał, że absolwent każdego typu kształcenia przepracuje określoną, uśrednioną statystycznie, ilość lat. Dzięki temu, obliczając o ile wzrośnie roczny dochód narodowy w wyniku zatrudnienia absolwenta oraz pomniejszając ten dochód o sumę kosztów poniesionych na kształcenie danego absolwenta, możemy określić wielkość korzyści netto, jakie odniosła gospodarka z dalszego kształcenia jednego pracownika.
Dodatkowo posiłkując się teorią czynników produkcji oraz teorią marginalnej produktywności, Bowles ustalił, że wkład zatrudnionego absolwenta w wytworzony dochód narodowy równy jest jego zarobkom (wszak siła robocza uznawana za czynnik produkcji, a więc wynagradzana jest według swej krańcowej produktywności). Stąd wynika, że sumując zarobki absolwenta z całego okresu jego aktywności zawodowej, otrzymujemy wielkość jego wkładu do przyszłego dochodu narodowego.
Mimo że teoria Bowlesa jest dużym uproszczenie sytuacji panującej na rynku, a siła robocza opłacana jest nie zawsze tylko i wyłącznie ze względu na jej krańcową produktywność (zakłócenia spowodowane m.in. na skutek działalności związków zawodowych), była ona uznawana za przydatną przy szacowaniu przyszłych korzyści ekonomicznych wynikających z inwestowania w kapitał ludzki.
Bowles nie zgadzał się z teoriami Correa, Tinbergena i Bosa, zarzucając ich autorom, że metody określania zapotrzebowania na poszczególne kategorie siły roboczej oparli oni na całkowicie nierealnym założeniu proporcjonalności tego zapotrzebowania do wielkości produkcji. Metodę Tinbergena Bowles nazwał koncepcją technologiczną, swoją zaś koncepcją ekonomiczną, co miało świadczyć, że przyjęte przez niego założenia były bardziej realne. Jednak analiza modelu Bowlesa prowadzi do podważenia jej przydatności, gdyż wynika z niej, iż teoria Bowlesa oparta jest na błędnych przesłankach.